# Voltsjansk
Voltsjansk (Russisch: Волчанск) is een Russische stad in oblast Sverdlovsk onder stadsjurisdictie van Karpinsk op de oostelijke hellingen van de Noordelijke Oeral aan de rivier de Voltsjanka (rechter zijrivier van de Sosva, stroomgebied van de Ob). Het ligt op 452 kilometer ten noorden van Jekaterinenburg, 25 kilometer ten noorden van Karpinsk en 25 kilometer ten zuiden van Severo-oeralsk. De stad heeft een spoorwegstation genaamd Lesnaja Voltsjanka. Een tramlijn verbindt dit station met de stad.

## Geschiedenis
De stad ontstond uit het dorpje (posjolok) Lesnaja Voltsjanka aan de rivier de Voltsjanka. In 18e-eeuwse bronnen wordt het hydroniem geschreven als Valtsja en Voltsja, wat erop wijst dat het een niet-Russisch woord betreft, dat werd aangepast naar een Russische versie.
Voltsjansk kreeg de status van stad in 1956.

## Economie
Bij de stad wordt bruinkool gewonnen sinds 1942, maar momenteel beginnen de ertslagen uitgeput te raken. Er is verder een concentratorfabriek, een baksteenfabriek en een houtverwerkende fabriek.

## Demografie
| Jaar      | 1959   | 1970   | 1979   | 1989   | 2002   |
| Bevolking | 24.800 | 18.300 | 14.800 | 14.700 | 11.000 |